# Thetidia castiliaria
Thetidia castiliaria är en fjärilsart som beskrevs av Otto Staudinger 1892. Thetidia castiliaria ingår i släktet Thetidia och familjen mätare. Inga underarter finns listade i Catalogue of Life.